# Sent Junian de Chalhac
Sent Junian (en francès Saint-Junien) és un municipi francès situat al departament de l'Alta Viena i a la regió de la Nova Aquitània.

## Demografia
| 1962                                       | 1968   | 1975   | 1982   | 1990   | 1999   | 2007   |
| ------------------------------------------ | ------ | ------ | ------ | ------ | ------ | ------ |
| 11.132                                     | 11.298 | 11.271 | 10.805 | 10.604 | 10.657 | 11.695 |
| Des de 1962: població sense dobles comptes |        |        |        |        |        |        |

## Administració
| Període   | Identitat         | Partit            |
| --------- | ----------------- | ----------------- |
| 1904-1919 | Auguste Merle     |                   |
| 1919-1940 | Joseph Lasvergnas | SFIO, després PCF |
| 1944-1965 | Martial Pascaud   | PCF               |
| 1965-2001 | Roland Mazoin     | PCF               |
| 2001-     | Pierre Allard     | ADS               |

## Agermanaments
- Jumet, Charleroi
- Markt Wendelstein
- Żukowo